# 臺灣公路
本條目講述臺灣公路概況及歷史。

## 定義
「公路」一詞，一般常與「道路」混為一談，原是指供公眾交通使用，在土地上所做之設施。其實道路之含義較廣，舉凡供車輛、行人通行之路，皆可稱之為道路；公路則不同，不僅指特定對象外，尚須有一定之設計標準。
中華民國所稱之「公路」，是指公路法第2條第1款所列舉之國道、省道、市道、縣道、區道、鄉道、專用公路及其用地範圍內之各項公路有關設施。換句話說，若非屬前述之道路，就算供車輛通行，也不能稱之為公路。

## 歷史

### 日治時期
依中華民國交通部公路總局所採取的公路之始，為日治時期之縱貫道路及指定道路，以軍事戰備為首要目標。
日本本土於1920年通過《道路法》，1926年台灣之5州行政區所轄市內重要道路有了快速發展，但全島性道路系統要自1936年台灣總督府交通區道路港灣課提出全島道路舖設計畫，才有更進一步的系統性發展。除延續1926年道路改良計畫外，並於國道、指定道路與地方道路之建設。50年殖民年間之道路建設成果：指定道路總里程3689.7公里（包含縱貫道路461.4公里），及市街庄道路13994.6公里。

### 戰後
二次大戰時，多處公路因盟軍轟炸被毀，戰後所剩能通車路段僅餘百分之四十。1945年，台灣省行政長官公署始設立公共工程局，掌台灣省公路工程事宜。1946年設立台灣省公路局，1949年，公共工程局歸併公路局。1959年進行公路規劃，評估日後二十年公路發展並分為環島公路、橫貫公路、內陸公路、濱海公路及聯絡公路等五大類，總里程約一萬六千公里。1961年完成全省公路普查及公路編號。今日之公路系統於1983年的公路普查中大致定型。
2013年7月3日公布新修正的《公路法》後，公路分類除原來的國道、省道、縣道、鄉道外，增加了市道與區道。修法之後，縣市合併改制直轄市前境內原有的縣道改為市道，鄉道改為區道。

## 分類及編號

### 分類

#### 依行政系統
- 國道
- 省道
- 縣道
- 市道
- 鄉道
- 區道
- 專用公路

#### 依運輸功能
- 高速公路
- 快速公路
- 主要公路
- 次要道路
- 地區公路

#### 依系統功能
- 環島公路系統
- 橫貫公路系統
- 縱貫公路系統
- 濱海公路系統
- 聯絡公路系統

#### 依設計標準
| 公路等級 | 交通功能分類       | 行政系統分類     |
| -------- | ------------------ | ---------------- |
| 一級路   | 高速公路           | 國道、省道       |
| 二級路   | 高速公路、快速公路 | 國道、省道、縣道 |
| 三級路   | 快速公路、主要公路 | 國道、省道、縣道 |
| 四級路   | 主要公路、次要公路 | 省道、縣道、鄉道 |
| 五級路   | 主要公路、次要公路 | 省道、縣道、鄉道 |
| 六級路   | 地區公路           | 縣道、鄉道       |

### 編號
1947年，中華民國行政院始公佈道道網計畫，有「基四」、「經五」、「緯六」及聯絡線二十二條之編號。1949年內戰失利，政府遷台而未實施。1960年公路法所設為省、縣及鄉道三級。

### 方向編號里程
民國八十一年十二月交通部公路總局再檢討「台灣省各級公路編號要點」修訂編號原則如后：
- 公路編號之次序：
  1. 南北方向之路線，由西向東依次編為奇數（東北往西南）。
  2. 東西方向之路線，由北向南依次編為偶數（西北往東南）。
  3. 支線編號之路線，其起終點應在該主線上，否則不可列為支線，應另獨立編號。

- 公路路線方向及里程起算：
  1. 由北向南
  2. 由東北向西南
  3. 由西向東
  4. 由西北向東南

## 現況
台灣公路遍及台灣及澎湖地區各鄉鎮，公路系統依公路法規定分為國道、省道、縣道/市道、鄉道/區道、專用公路共五級，總長度41,475公里（2014年止）。除以上五級公路外，其餘為一般道路，道路又分由水土保持局管理的農路、由林務局管理的林道、位於都市計劃區內的市區道路（含市區快速道路、巷弄）和其它普通產業道路及私人道路。
台灣公路由高公局（國道和台2己線）、公路總局（省道與代養受託縣道）、直轄市政府（市道、區道）、縣市政府（縣道、鄉道）、公私機構（專用公路）負責養護 （页面存档备份，存于）；另外，直轄市內道路除國道及快速公路外均由直轄市政府自行管理。

### 國道

國道標誌

國道標誌以中華民國國花梅花為型，目前共有十條（含國道7號），除國道三甲外均為高速公路。重要的幹線國道有以下三條：
1. 國道一號為中山高速公路，興建於1970年年代，北起基隆港、南至高雄港，全長374.2公里。
2. 國道三號北起基隆、南至屏東大鵬灣，全長431.5公里，又稱福爾摩沙高速公路（正式命名前，一般都稱為第二高速公路、二高，目前仍然常用）。
3. 國道五號自國道三號南港系統交流道分出，迄於宜蘭蘇澳，全長54.3公里，正式名稱為「蔣渭水高速公路」，一般多稱為北宜高速公路，是台灣目前唯一橫跨東西部的高速公路。

中華民國國道列表：
| 編號     | 名稱                                    | 起讫點               | 銜接方向 | 道路長度 | 現況                           | 計畫建設／備註                                                                                                 | |
| -------- | --------------------------------------- | -------------------- | -------- | -------- | ------------------------------ | --- | --- |
| 國道一號 | 中山高速公路                            | 基隆－高雄           | 南北     | 374.2    | 全線通車                       | 全線完成拓寬                                                                                                   | |
| 國道一甲 | 桃園航空城北側聯外高速公路              | 竹圍系統－桃園端     | 南北     | 19       | 尚未通車                       | 可行性評估中                                                                                                   | |
| 國道二號 | 桃園環線                                | 桃園機場－鶯歌系統   | 東西     | 20.4     | 全線通車                       | 以國道一號機場系統為分界點，以西拓寬為雙向8車道（桃園機場止）、以東拓寬為雙向6車道（鶯歌系統），2009年已動工。 | |
| 國道二甲 | 大園支線                                | 大園系統－大園交流道 | 東西     | 2.0      | 尚未通車                       | 起自大園交流道，終於台15線西濱公路，因民眾抗爭而尚未興建。                                                     | |
| 國道三號 | 福爾摩沙高速公路（第二高速公路）        | 基金－大鵬灣端       | 南北     | 431.0    | 全線通車                       | 計畫延伸至枋山                                                                                                 | |
| 國道三甲 | 台北聯絡線                              | 臺北－深坑           | 東西     | 5.6      | 全線通車                       | 國道快速公路，可行駛排氣量250立方公分以上之大型重型機車；深坑端可經由文山路銜接國道五號。                      | |
| 國道四號 | 台中環線                                | 清水－潭子系統       | 東西     | 28.0     | 全線通車                       | 2023年1月完成後續路段通車。                                                                                    | |
| 國道五號 | 蔣渭水高速公路 （北宜高速公路）         | 南港－蘇澳           | 南北     | 54.3     | 全線通車                       | 全線通車 | 後續計畫將往南延伸至東部地區，經花蓮、台東，貫穿中央山脈南端後銜接國道三號；因政府資金短絀、環保意識高漲和經濟效益偏低等因素，目前尚在評估中。 |
| 國道六號 | 水沙連高速公路 （中橫高速公路）         | 霧峰－埔里           | 東西     | 38.0     | 計畫延伸至花蓮，但可行性極低。 | 全線通車 | |
| 國道七號 | 高雄港東側聯外高速公路 （港都高速公路） | 仁武系統－南星端     | 南北     | 27.1     | 尚未通車                       | 本路線於2010年經行政院核定，開工日與完工日未定。                                                               | |
| 國道八號 | 台南支線                                | 安南－新化           | 東西     | 15.5     | 全線通車                       | 南133線平交路口以西為國道快速道路，以東為國道高速公路。另闢連結台61線市區道路（2-7號道路）                     | |
| 國道十號 | 高雄支線                                | 左營－旗山           | 東西     | 33.8     | 全線通車                       | 左營方向連接高雄都會快速公路及高鐵左營站。                                                                     | |

### 省道
省道標誌以盾牌為型，目前有97條，以台北市的忠孝東西路和中山南北路口為台灣公路原點，公路南北向為奇數，東西向為偶數。台1線為著名的縱貫公路，早在19世紀即有今天的路線。台8線為中部橫貫公路，而台9線則是東部的縱貫道路。台61線為西部濱海快速公路，自1992年起興建至今逐段通車。此外，為能夠連結國道一號與國道三號，同樣自1992年起，實施12條「東西向快速公路」（原稱「東西向快速道路」）的興建計畫，至今大多已局部或全線通車。
省道快速公路列表：
| 編號     | 起讫點       | 銜接方向 | 道路長度 | 現況     |
| -------- | ------------ | -------- | -------- | -------- |
| 台61線   | 沙崙－青草崙 | 南北     | 305.7    | 部份通車 |
| 台61乙線 | 彰濱－和美   | 東西     | 6.513    | 全線通車 |
| 台62線   | 萬里－瑞濱   | 東西     | 18.8     | 全線通車 |
| 台62甲線 | 基隆－四腳亭 | 南北     | 5.6      | 全線通車 |
| 台64線   | 八里－新店   | 東西     | 28.7     | 全線通車 |
| 台65線   | 五股－土城   | 南北     | 12.8     | 全線通車 |
| 台66線   | 觀音－大溪   | 東西     | 27.2     | 全線通車 |
| 台68線   | 南寮－竹東   | 東西     | 23.5     | 全線通車 |
| 台68甲線 | 四重埔－竹東 | 東西     | 1.26     | 全線通車 |
| 台72線   | 後龍－汶水   | 東西     | 31.0     | 全線通車 |
| 台74線   | 快官－霧峰   | 環狀     | 39.2     | 全線通車 |
| 台74甲線 | 快官－花壇   | 南北     | 10.3     | 全線通車 |
| 台76線   | 芳苑－草屯   | 東西     | 32.6     | 部份通車 |
| 台78線   | 台西－古坑   | 東西     | 43.5     | 全線通車 |
| 台82線   | 東石－水上   | 東西     | 34.7     | 全線通車 |
| 台84線   | 北門－玉井   | 東西     | 41.8     | 全線通車 |
| 台86線   | 灣裡－關廟   | 東西     | 20.0     | 全線通車 |
| 台88線   | 五甲－竹田   | 東西     | 22.5     | 全線通車 |

備註：
1. 台61線又稱為「西部濱海快速公路」。
2. 台61甲線已於2020年6月29日解編。
3. 台63線原為「中投快速公路」，因地形受限，路面起伏大，最高時速僅達60~70公里。於2006年7月1日道路交通處罰條例修正時，降級為「高架非快速公路」。
4. 台65線為「新北市特二號快速道路」。
5. 台68甲線自台68線竹東交流道主線分岔出，接北興路（長0.987公里)。原為台68線舊的竹東終點。全線為高架，非快速公路。
6. 台72線位於台61線至後龍端（台1線）間路段暫緩辦理。
7. 台74甲線為「彰化東外環道」。全線僅牛埔－快官段為高架道路，其餘路段皆為平面道路，不屬於公路總局在快速公路的編制上。

### 市道
市道是聯絡直轄市與其他直轄市、縣，以及直轄市重要行政區間的道路。

### 縣道
縣道標誌以黑框白底長方形為型，內置三碼數字編號（101號起編），支線以天干記。為聯絡縣（市）與縣（市）的公路，目前共102條（含30條支線）。自1961年起公告台灣縣道，當時有許多公路編號雖為縣道，卻因重要性不足而至於鄉道編制內（亦有鄉道編號至於縣道編制內）。早期澎湖縣道於編號前冠以澎湖二字（今日自201號起編至205號）。爾後又經個別調整或縣道公路之升級形成今日縣道系統，縣道如經直轄市境內者依現行公路法之規定將自直轄市界起起編。不隸屬台灣省的金門縣、連江縣境內無縣道。

### 區道
區道是聯絡直轄市內各行政區，以及行政區與各里、原住民部落間的道路。

### 鄉道
鄉道標誌幾何外形與縣道相似，但編號前冠以縣市簡稱，目前全台灣共2360條（2010年資料）早期跨縣市鄉道（今多依所在縣市各自改編）依行經縣市順序簡稱冠於編號前（如：嘉南13線）。2007年至2010年間陸續解編市境內的鄉道。預計2010年12月25日北中南高四縣升格後境內縣道與鄉道將全部解編，但因改制後市轄區域廣大且無標誌指引用路人等問題。交通部研議修正《公路法》，擬新增市道、區道兩種，市道、區道之編號將維持原有縣、鄉道之編號。

### 專用公路
專用公路則依專用公路管理條例可由公私機構申請興建以供運輸，目前有35條。編號與鄉道大致相同，但在縣市簡稱與數字編號間插入「專」字以茲區別。

## 公路原點
臺灣公路原點位於中華民國臺北市中正區的行政院西南大門前，即忠孝東路一段（台5線）、忠孝西路一段（台1線、台3線共線）、中山南路（台9線）、中山北路一段（台1甲線）之交叉路口。

## 公路博物館
2015年8月3日，公路總局在東園街新大樓成立典藏公路文物的幸福公路館，為全臺第一個公路博物館。

## 外部連結
- 公路總局-認識公路 （页面存档备份，存于）